# ABC-Chiffre
Die ABC-Chiffre war eine Handschlüsselmethode, die das Kaiserliche Heer im Ersten Weltkrieg benutzte, um geheime militärische Nachrichten mittels drahtloser Telegrafie zu übermitteln. Die Verschlüsselung geschah zweistufig und bestand aus einer Vigenère-Chiffre mit dem festen Schlüssel ABC gefolgt von einer einfachen Spaltentransposition mit wechselndem Kennwort. Etwas später wurde das Verfahren zur ABCD-Chiffre erweitert, eine Modifikation mit kaum spürbarer Auswirkung.

## Geschichte
Die ABC-Chiffre wurde an der Westfront noch im ersten Kriegsjahr am 18. November 1914 eingeführt. Auslöser waren Zeitungsartikel, wie beispielsweise im Le Matin, in dem berichtet wurde, dass die Franzosen das bisherige deutsche Verfahren gebrochen hätten und sie in der Lage seien, die geheimen deutschen Nachrichten „mitzulesen“.
Die alte Verschlüsselungsmethode benutzten die Deutschen bereits seit 1912 übungshalber, beispielsweise in Manövern, und verwendeten sie auch während der ersten Monate des Krieges weiter. Dabei handelte es sich um eine doppelte Spaltentransposition mit einem einzigen Kennwort, auch als „Doppelwürfel“ bezeichnet. In der Vorkriegszeit wurden vor die verschlüsselten Übungsfunksprüche als Kennung die fünf Buchstaben ÜBCHI als Abkürzung für „Übungs-Chiffre“ gesetzt. Die Funkmeldungen, die auf französischer Seite leicht abgefangen werden konnten, dienten auch dort als Übungsfunksprüche. Die Franzosen benannten die deutsche Chiffre nach den fünf Kennbuchstaben als le chiffrement UBCHI. Sie hatten die Zeit vor dem Krieg zur Übung gut genutzt und waren zu Beginn des Krieges mit dem deutschen Verfahren, den Gepflogenheiten der Funker und der militärischen Terminologie bestens vertraut und so in der Lage, die deutschen Funksprüche zu entziffern. Nachdem der deutsche Generalstab über Zeitungsmeldungen erfahren hatte, dass ihr Doppelwürfelverfahren von den Franzosen geknackt wurde, entschloss man sich hastig zu einer radikalen Änderung der Methode und ersetzte das alte Verfahren durch die ABC-Chiffre, die bis Mai 1915, also etwa ein halbes Jahr lang, verwendet wurde.

## Verfahren
Das ABC-Verschlüsselungsverfahren bestand aus zwei Stufen, einer Substitution (Ersetzung von Zeichen durch andere) gefolgt von einer Transposition (Vertauschung der Anordnung der Zeichen). Für die erste Stufe wurde der Klartext in Gruppen zu drei Buchstaben geschrieben und der jeweils erste Buchstabe einer Dreiergruppe unverändert belassen. Alle mittleren Buchstaben wurden durch den im Alphabet folgenden Buchstaben ersetzt. Dies entsprach einer Caesar-Verschiebung um eins. Die letzten Buchstaben jeder Dreiergruppe wurden durch den im Alphabet folgenden übernächsten Buchstaben ersetzt, entsprechend einer Caesar-Verschiebung um zwei. Man erhielt so nach der ersten Stufe der Verschlüsselung einen Zwischentext. (Zum gleichen Ergebnis kommt man auch, wenn man den Klartext nach dem Vigenère-Verfahren mit dem Kennwort ABC verschlüsselt.) Vorteil dieses recht einfachen kryptographischen Verfahrens war, dass es ohne irgendwelche Hilfsmittel im Kopf durchgeführt werden konnte. Nachteil ist die sehr geringe kryptographische Sicherheit.
In der zweiten Stufe wurde die Reihenfolge der Buchstaben geändert. Im Gegensatz zu der beim Doppelwürfel verwendeten doppelten Spaltentransposition begnügte man sich hier mit einer einfachen Spaltentransposition. Der Zwischentext wurde zeilenweise in eine Tabelle (Matrix) geschrieben, deren Spaltenzahl durch die Länge eines Kennworts vorgegeben war. Der Text wurde danach spaltenweise ausgelesen, wobei die Spalten nicht regelmäßig von links nach rechts ausgewählt wurden, sondern „unregelmäßig“, entsprechend der alphabetischen Reihenfolge der Buchstaben des Kennworts. Das Ergebnis war der Geheimtext, der anschließend per Funk im Morsecode übermittelt wurde.

## Entschlüsselung
Auf der Empfangsseite wurden die aufgenommenen Morsezeichen als Buchstaben spaltenweise in ein Rechteck mit bekannter Breite eingetragen. Da der Empfänger wie der Absender im Besitz des als geheimen Schlüssels dienenden Kennworts war, kannte er aus der Länge des Kennworts die benötigte Breite des Rechtecks. Die Spalten wurden nicht von links nach rechts, sondern in der durch die alphabetische Reihenfolge der Buchstaben des Kennworts vorgegebenen Reihenfolge gefüllt, wobei die Länge der Spalten, also die Höhe des Rechtecks, durch Division der Länge des Funkspruchs durch die Länge des Kennworts und gegebenenfalls Aufrunden auf die nächste natürliche Zahl bestimmt wurde.
Anschließend wurde der spaltenweise eingetragene Geheimtext zeilenweise ausgelesen und man erhielt den ursprünglichen Zwischentext wieder zurück. Nun musste nur noch die Caesar-Verschiebung rückgängig gemacht werden. Der Zwischentext wurde dazu in Dreiergruppen geschrieben. Anschließend wurden alle mittleren Buchstaben jeder Gruppe durch die im Alphabet unmittelbar davor liegenden ersetzt und alle hinteren Buchstaben jeder Gruppe durch die im Alphabet um zwei Plätze davor liegenden substituiert. So erhielt man den ursprünglichen Klartext wieder zurück.

## Entzifferung
Dem französischen Kryptoanalytiker Georges Painvin bereitete die Kryptanalyse und regelmäßige Entzifferung der neuen deutschen Chiffre wenig Mühe, was ihm ab Dezember 1914 gelang. Nach eigener Aussage empfand er die ABC-Chiffre als wesentlich leichter zu knacken als den alten Doppelwürfel. Naturgemäß ist eine einfache Spaltentransposition deutlich unsicherer und schwächer als eine doppelte Spaltentransposition. Und die Vigenère-Chiffre mit dem festen und äußerst schwachen Kennwort ABC bietet kaum zusätzlichen Schutz gegen Entzifferung und kann zu Recht als eine complication illusoire bezeichnet werden.